# 外婆的告別式
〈外婆的告別式〉是八三夭發行的《一事無成的偉大》自選作品輯中的一首台灣闽南语歌曲，由鼓手阿電譜曲，主唱阿璞作詞。

## 背景
〈外婆的告別式〉講述主唱阿璞的真實故事。阿璞的外婆在八三夭2018年9月1日的小巨蛋演唱會前過世，而在演唱會前五天，阿璞接到家人的電話通知外婆的情況。當時阿璞掙扎於不知道是該回美国一趟見外婆的最後一面，還是留在臺北準備演唱會。在練團時，八三夭其他四位團員與經紀人察覺阿璞似乎有心事，並在得知事件後鼓勵阿璞去美國看外婆最後一面，不要留下遺憾，並吩咐他不用擔心練團的事宜。阿璞最後乘飛機到了美國一趟見外婆最後一面，並在演唱會前及時回到臺北。